# Богословский медеплавильный завод
Богосло́вский (также Турьинский, Богословский на Турье) медеплави́льный заво́д — российское предприятие цветной металлургии на Северном Урале, действовавшее с 1770-х годов до 1918 года. Основан Максимом Михайловичем Походяшиным на реке Турье на базе Турьинских медных рудников.
Крупнейший на Урале и один из крупнейших медеплавильных заводов страны своего времени, производивший до 20—30 % всей российской меди. Главное предприятие и административный центр Богословского горного округа. Фактически прекратил деятельность в 1917—1918 годах, после чего работа рудников и самого завода не возобновлялась.
Поселение при Богословском заводе дало начало современному городу Карпинску.

## История

### XVIII век
В 1760 году верхотурский купец Максим Михайлович Походяшин основал на реке Колонге в отдалённой и плохо освоенной местности Петропавловский чугуноплавильный и железоделательный завод. Для развития производства железа Походяшин планировал построить ещё один железоделательный завод в Верхотурском уезде. Но после того, как вдоль берегов Турьи были найдены залежи богатой медной руды, вторым после Петропавловского было решено строить медеплавильный завод. Со временем и Петропавловский завод приобрёл медеплавильную спецификацию, поскольку производство железа было менее рентабельным по сравнению с выплавкой меди.

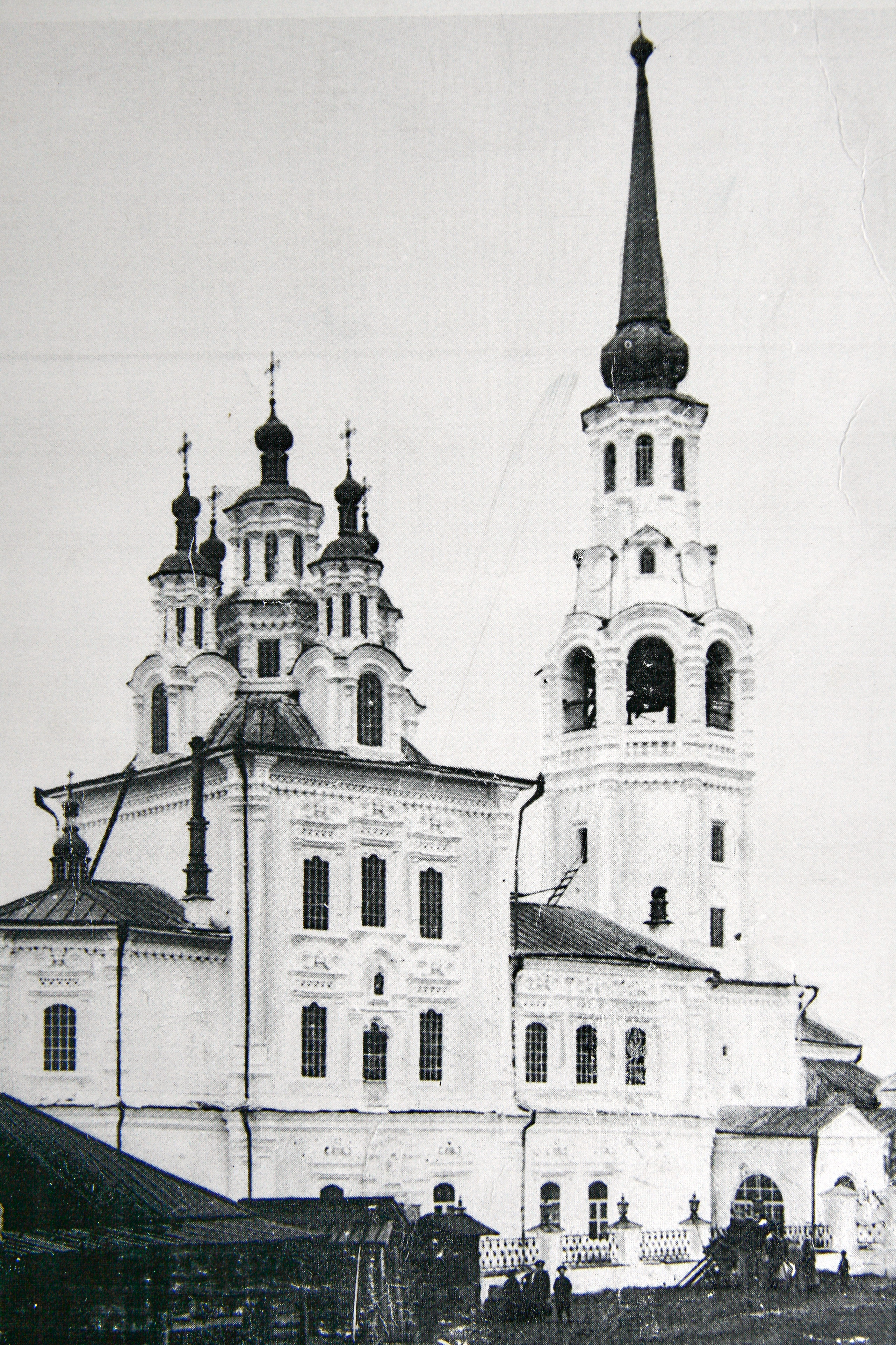
Богословский (Введенский) собор

Разрешение на строительство нового железоделательного завода на Турье было выдано Берг-коллегией ещё 5 февраля 1759 года. Уже приступив к строительству медеплавильного завода в 1768 году, Походяшин обратился в горное ведомство с просьбой разрешить замену в первоначально выданном разрешении железоделательного завода на медеплавильный. По сложившейся на Урале практике новый завод получил имя по реке, энергией которой он снабжался, — Турьинским. Но Походяшин, известный своим пренебрежением обычаями и нравственными нормами, вскоре переименовал завод в Богословский по имени святого, в честь которого в 1776 году в посёлке освятили храм. В 1770 году завод выплавил первую медь.
С самого начала своей деятельности Богословский завод вышел на значительные производственные показатели. Этому благоприятствовало богатство местной руды, полноводность Турьи и наличие обширных лесных ресурсов для обеспечения завода топливом. Объёмы выплавки меди быстро возросли с 11,5 тыс. пудов в 1770 году до 33,8 тыс. пудов в 1774 году, что в 2—3 раза превосходило производительность крупнейших медеплавильных заводов Урала. Товарная медь реализовывалась Екатеринбургскому монетному двору, а также частично на свободном рынке, в том числе отправлялась через Ослянскую пристань на Чусовой в Петербург. В заводском хозяйстве Походяшина Петропавловский завод отошёл на позицию второстепенного, перерабатывая избыточную для Богословского руду.
Лесная дача, приписанная к заводам Походяшина, имела площадь 333,5 тысяч десятин. Заводская плотина, по данным Павла Егоровича Томилова на 1807 год, имела длину 200 саженей, ширину в нижней части 15 саженей, в верхней части — 11 саженей 2,5 аршина, высоту 11 аршин. Заводской пруд был полноводным и разливался в длину на 8 вёрст. Медная руда доставлялась с Фроловского, Суходойского и Васильевского рудников, располагавшимся по обоим берегам Турьи и известных под общим названием Турьинских. Рудники были удалены от завода на 12 вёрст и характеризовались исключительно высоким содержанием меди, достигавшим 18 % и более. Встречались образцы с содержанием до 50 %.
К 1780-м годам среднегодовые объёмы выплавки меди на Богословском заводе достигли 38 тыс. пудов, а в 1784 году удалось выдать 48,1 тыс. пудов. В этот период завод стал крупнейшим в стране, производя более 30 % меди с самой низкой себестоимостью среди отечественных предприятий. В 1790-е годы объёмы выплавки меди снизились по отношению к предыдущему десятилетию, среднегодовая выплавка составила 32,3 тыс. пудов.

### XIX век
| Год  | Выплавка | Год  | Выплавка | Год  | Выплавка |
| ---- | -------- | ---- | -------- | ---- | -------- |
| 1770 | 11,5     | 1861 | 20,1     | 1902 | 84,9     |
| 1771 | 20,3     | 1865 | 15,8     | 1903 | 76,1     |
| 1774 | 33,8     | 1869 | 21,2     | 1904 | 78,3     |
| 1780 | 35,1     | 1870 | 11,4     | 1905 | 93,1     |
| 1784 | 48,1     | 1871 | 10,6     | 1906 | 135,5    |
| 1790 | 13,2     | 1873 | 8,9      | 1907 | 213,1    |
| 1795 | 18,1     | 1874 | 6,0      | 1908 | 281,4    |
| 1800 | 35,2     | 1875 | 3,8      | 1909 | 239,3    |
| 1810 | 33,8     | 1879 | 3,4      | 1910 | 269,2    |
| 1815 | 37,2     | 1880 | 51,8     | 1911 | 262,5    |
| 1820 | 28,0     | 1883 | 79,1     | 1912 | 270,1    |
| 1830 | 20,0     | 1885 | 65,7     | 1913 | 250,3    |
| 1835 | 12,8     | 1890 | 83,0     | 1914 | 235,4    |
| 1840 | 14,6     | 1895 | 56,0     | 1915 | 225,9    |
| 1845 | 14,2     | 1897 | 77,0     | 1916 | 195,4    |
| 1850 | 16,6     | 1899 | 98,5     | 1917 | 103,8    |
| 1855 | 20,1     | 1900 | 83,0     |      |          |
| 1860 | 16,0     | 1901 | 53,1     |      |          |

Начало XIX века было связано с усилением конкуренции на мировом рынке меди, снижением спроса на российском рынке из-за отказа от чеканки медной монеты и замещения медной посуды и утвари в быту и винокурении. Всё это негативно сказалось и на деятельности Богословского завода. Усугубило ситуацию истощение Турьинских рудников и снижение содержания меди в добываемой руде. Если в конце XVIII века добывалась руда со средним содержанием меди около 6 %, то в 1800—1823 годах этот показатель снизился до 3,5 %, а в 1824—1832 годах и вовсе до 1,5 %. В качестве вынужденной меры было принято решение вовлечь в переработку старые шлаковые отвалы XVIII века с содержанием меди 0,95—1,55 %. Среднегодовые объёмы производства меди, составлявшие в 1801—1810 годах 31—32 тыс. пудов, к 1820-м годам сократились до 22,2 тыс. пудов, а к 1830-м — до 13,5 тыс. пудов. В дальнейшем до 1853 года среднегодовой объём выплавки колебался от 11 до 18 тыс. пудов.
Период 1830-х — 1850-х годов был связан с модернизацией заводского оборудования и расширением рудной базы. В 1830-х годах демонтировали старые медеплавильные печи, заменив их на более производительные шахтного типа. В 1840 году после остановки вновь был запущен в эксплуатацию Михайло-Архангельский рудник, что позволило к 1850-х годам увеличить содержание меди в руде до 2,5—5 % и нарастить объёмы выплавки меди до 17,7 тыс. пудов в год. Объёмы добычи руд в 1859 году составили 600 тыс. пудов, в 1860 году — 474,4 тыс. пудов. В 1850-х годах на заводе предприняли неудачную попытку запустить производство чугуна и железа, для чего смонтировали 2 кричных горна и вагранку. Из-за крайне низкой производительности оборудования производство быстро свернули. В 1860 году завод выдал 16 тыс. пудов меди, 1789 пудов чугуна и 571 пуд железа.
Необходимость оплаты вольнонаёмного труда после отмены крепостного права и резкое повышение цен на хлеб в этот период привели к кратному росту себестоимости выплавки меди. Если в 1850-х года себестоимость пуда составляла в среднем 5,5—6,5 рублей, то к 1861 году она возросла до 11 рублей 63 копеек. Для стабилизации ситуации горная администрация направила казённые средства на модернизацию оборудования. Так, в 1861 году на заводе смонтировали многофурменную медеплавильную печь системы Рашета, а в 1865 году установили новую медеплавильную печь, шплейзофен и штыковой горн. Это позволило в 1860-х годах поддерживать среднегодовой объём производства меди на уровне 19,3 тыс. пудов при содержании в руде 3,9 %. Но себестоимость пуда меди продолжала оставаться на высоком уровне, делая производство практически нерентабельным. Неудовлетворительная экономика производства в совокупности с истощением рудной базы в итоге привели к снижению объёмов производства. В 1869 году завод выплавил 21,2 тыс. пудов меди, в 1870 году — 11,4 тыс. пудов, в 1871 году — 10,6 тыс. пудов, в 1873 году — 8,9 тыс. пудов, в 1874 году — 6 тыс. пудов, в 1875 году — лишь 3,8 тыс. пудов. С 1876 года до конца 1879 года Богословский завод простаивал.

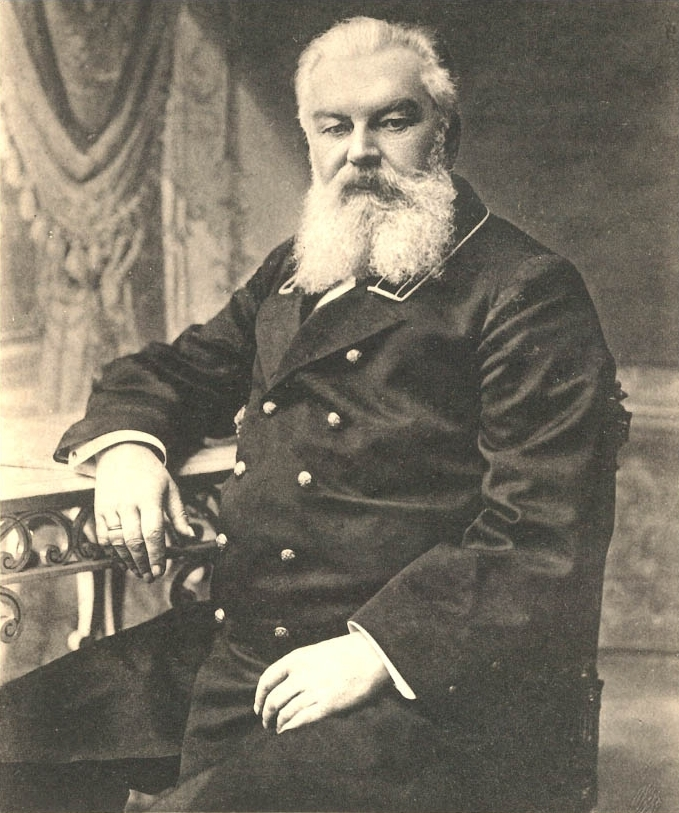
А. А. Ауэрбах, управляющий БГО в 1881—1896 годах

В 1880-х — 1890-х годах при участии и под руководством Александра Андреевича Ауэрбаха на заводе прошла масштабная реконструкция и обновление оборудования. Установили более мощные воздуходувки, что позволило нарастить производительность медеплавильных печей. В 1892 году запустили небольшое отделение электролиза черновой меди. В 1887 году завод получил железнодорожное сообщение с Турьинскими рудниками и Филькинской пристанью на Сосьве, что существенно упростило заводскую логистику. Четыре паровоза, платформы и вагоны для перевозки руды приобретали в Перми и в Германии. Узкоколейная ветка длиной 38 вёрст, удлинённая до 50 вёрст к концу 1890-х годов, стала первой на Урале. Поблизости с железной дорогой построили печи для обжига руды и оборудование для производства серной кислоты, хромпика и цемента.
В конце XIX века началась интенсивная геологоразведка района под руководством Евграфа Степановича Фёдорова и Василия Васильевича Никитина, что позволило запустить в эксплуатацию новые рудники. Все горные работы были механизированы, освоено алмазное бурение, установлены более мощные паровые машины и насосы. Обновление оборудования и развитие рудной базы позволили значительно нарастить объёмы производства. В 1880-х—1890-х годах завод достиг среднегодовой выплавки в 70—71 тыс. пудов.

### XX век
Экономический и промышленный кризис начала XX века сказался в том числе и на заводах Богословского округа. Со снижением спроса на металлы и ухудшением финансового положения начались перебои с выплатой заработной платы рабочим, а в 1905—1908 годах округ был в целом убыточным. Только относительно высокие рыночные цены на медь позволили избежать полной остановки заводов. Тем не менее, в 1908—1913 годах собственники нашли средства на обновление оборудования.
Начиная с 1906 года, выплавка меди росла кратно год к году: с 93,1 тыс. пудов в 1905 году объёмы выросли до 281,4 тыс. пудов в 1908 году. С этого периода до начала Первой мировой войны среднегодовые объёмы производства колебались от 235 до 269 тыс. пудов. Соответственно росли объёмы добычи руды — с 1,6 млн пудов в 1905 году до 6,4 млн пудов в 1908 году. Заводская дача в этот период имела площадь 386 тыс. десятин, в том числе 270 тыс. десятин леса.
В годы Первой мировой войны Богословский завод перешёл на производство гильз и медных деталей для артиллерийских снарядов. Общая разруха и дефицит рабочей силы привели к снижению объёмов выплавки меди с 235 тыс. пудов в 1914 году до 103,8 тыс. пудов в 1917 году. В 1918 году завод был остановлен, а шахты затоплены.
После Гражданской войны завод так и не восстановил работу. Рудники были истощены, откачка воды и восстановление шахт было признано нецелесообразным. За 144 года своей деятельности Богословский завод выплавил 4483,4 тыс. пудов меди, сыграв важную роль в развитии и становлении технологии отечественного медеплавильного производства. Работа химических цехов также была прекращена.
Позднее территорию бывшего Богословского медеплавильного завода занял Карпинский машинстроительный завод.
Заводской посёлок, носивший до 1933 года название Богословский, дал начало современному городу Карпинску.

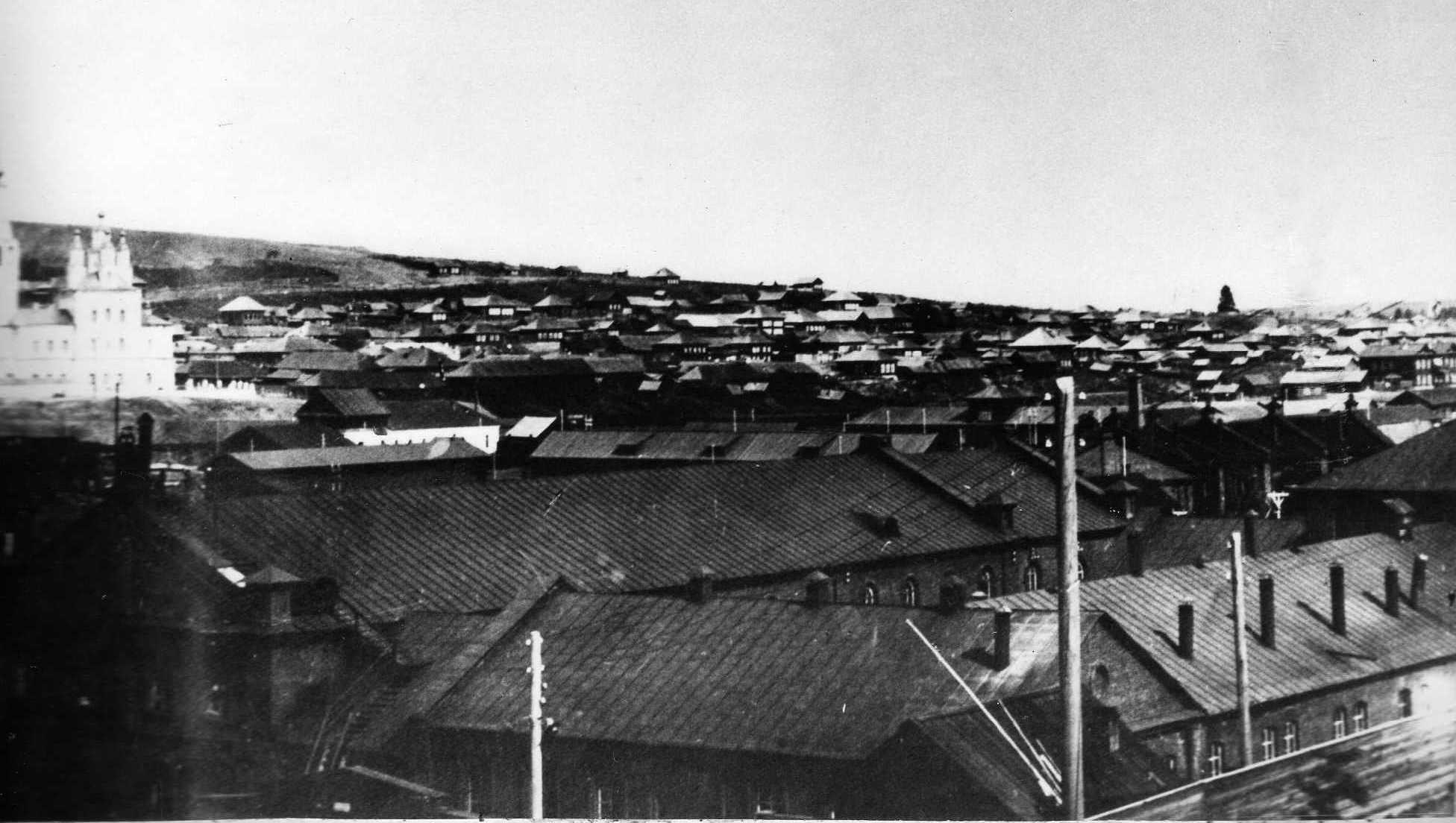
Вид на заводские постройки (1910)
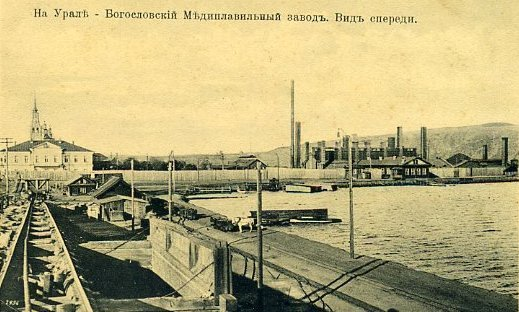
Вид на заводскую плотину и фабрики (нач. XX века)
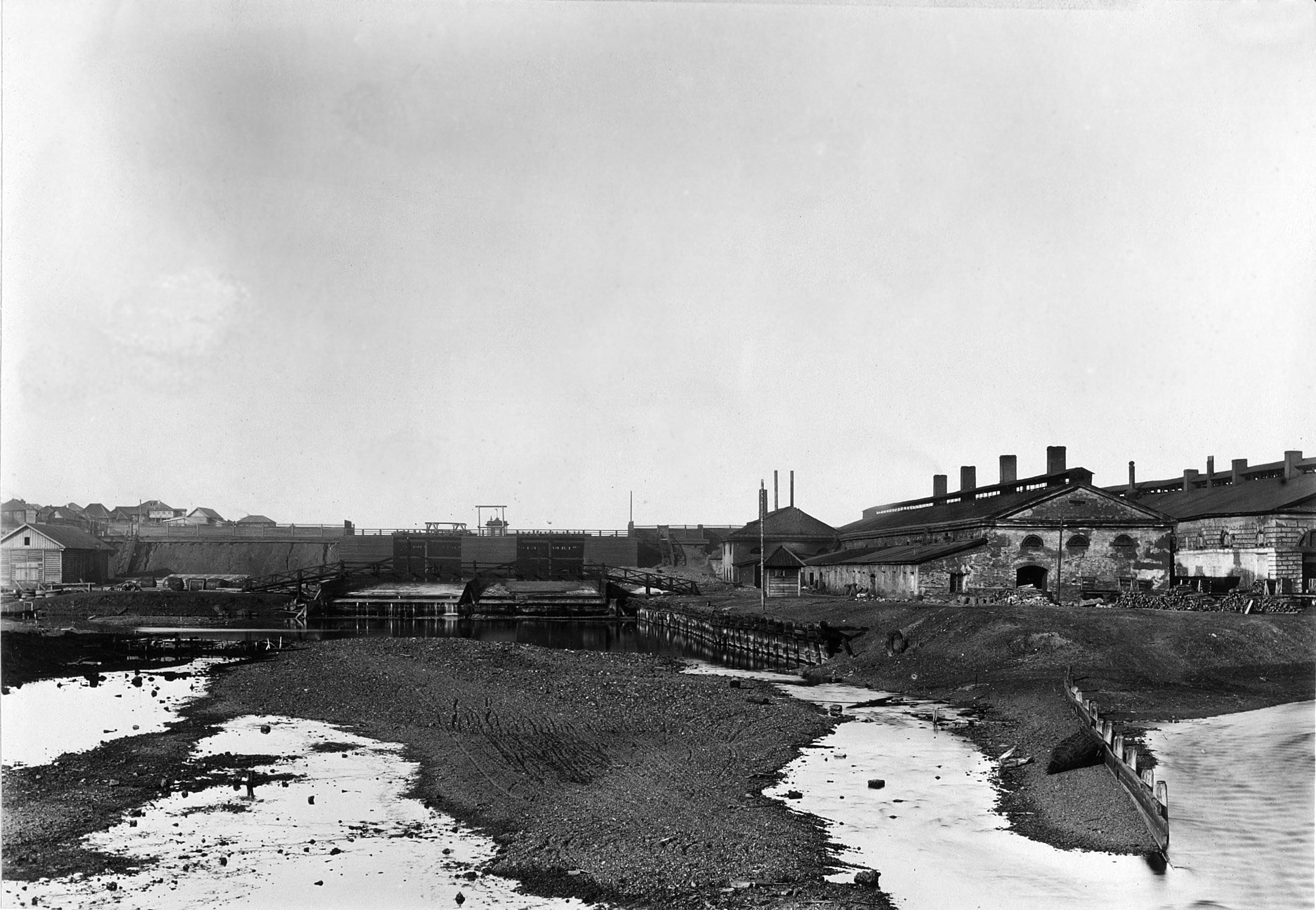
Вид на заводскую плотину и фабрики
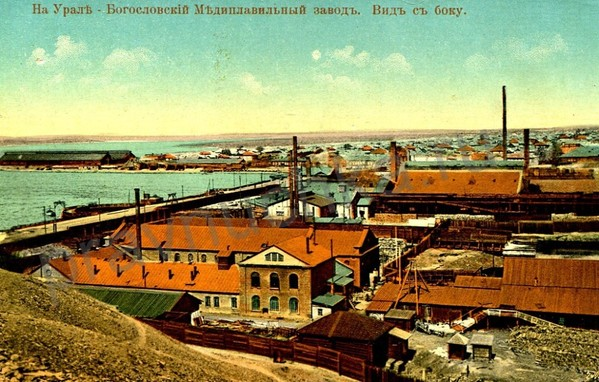
Открытка с видом завода
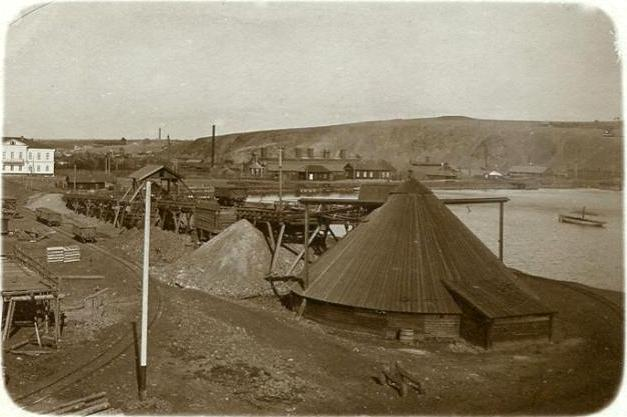
Открытка с видом завода
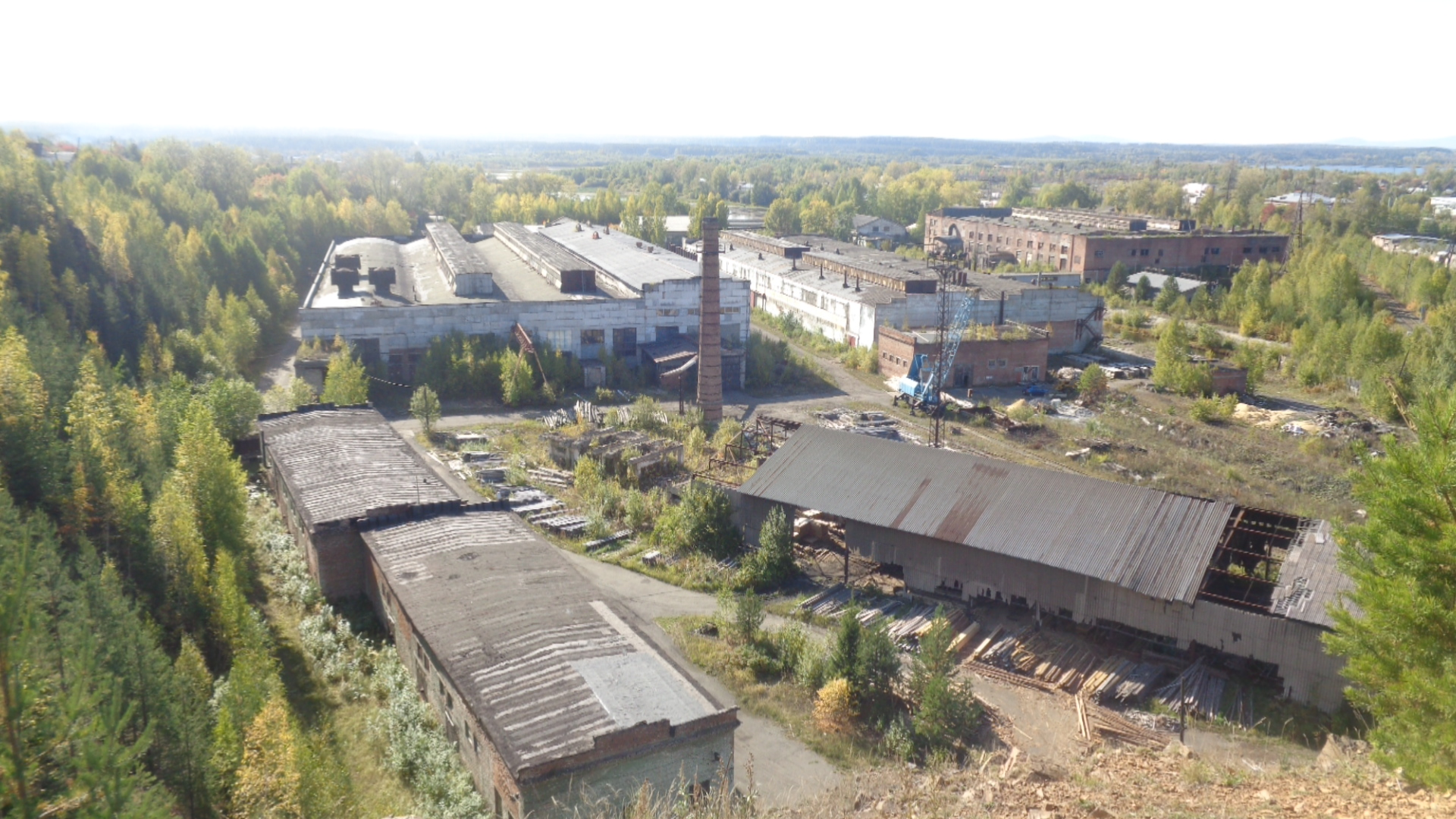
Сохранившиеся постройки в Карпинске (2023 год)

## Технология и оборудование
В 1770 году завод в составе 12 печей выдал первую медь. К 1771 году количество печей возросло до 16, а к концу XVIII века — до 20 единиц. Уже тогда по уровню медеплавильных мощностей завод стал наиболее мощным в стране.
Поскольку турьинские руды были тугоплавкими из-за высокого содержания содержания кремнезёма, необходимым условием было проведение предварительного обжига руды в кучах и разработка специальной технологии плавки. Богословские металлурги придумали успешно себя зарекомендовавший вариант смешивания тугоплавкой руды с более легкоплавкой и медесодержащим шлаком от предыдущих плавок.
К концу XVIII века каменный корпус медеплавильной фабрики имел длину 52 сажени и вмещал 20 плавильных печей высотой по 9 футов каждая. В здании шплейзофенной фабрики напротив находились 8 шплейзофенов, печь для обжига и горны для очистки и разливки меди. Энергетическое хозяйство завода было представлено 20 водяными колёсами. Технологический цикл производства меди включал в себя плавку руды на купферштейн (содержание меди 44—55 %), который в смеси с дважды обожжённым в кучах купферштейном (соотношение 1 к 1) переплавлялся шплейзофенах на черновую медь (содержание меди до 96 %). Черновую медь в тех же шплейзофенах переплавляли с увеличением подачи дутья, выжигая оставшуюся в металле серу. Далее черновая медь подвергалась перечистной восстановительной плавке в штыковом горне до содержания меди 99 % и разливалась в чугунные изложницы.
В 1880 году по методу Василия Александровича Семенникова была освоена технология двухшагового бессемерования медных штейнов. Из купферштейна с содержанием меди около 30 % после первой стадии бессемерования получали белый штейн с содержанием меди около 70 %. После второй стадии получали черновую медь с содержанием меди 98 %. В июле 1887 года была запущена новая фабрика с конвертерами оригинальной конструкции Ауэрбаха, с этого периода около 70 % всей богословской меди выплавлялось в конвертерах. После конвертирования медь рафинировалась в 2 отражательных печах и разливалась в штыки.
К концу XIX века энергетическое хозяйство завода в основном перешло на паровые машины, в эксплуатации остались 1 водяная турбина и 1 водяное колесо.
В начале XX века плавка предварительно обожжённой руды на древесном угле была замещена плавкой сырой руды в ватержакетных печах с использованием кокса в качестве топлива. Конвертерный цех был реконструирован, запустили новый небольшой цех по производству медного проката. В 1913 году запустили в эксплуатацию электролитный цех мощностью 200 тыс. пудов в год.
Горные работы в начале XX века продолжали механизироваться, конная тяга повсеместно была замещена паровыми машинами. Крупнейший Богословский рудник был полностью электрифицирован. В 1913 году запустили в эксплуатацию обогатительную фабрику по технологии Мюрекс.

## Заводские штаты и население посёлка

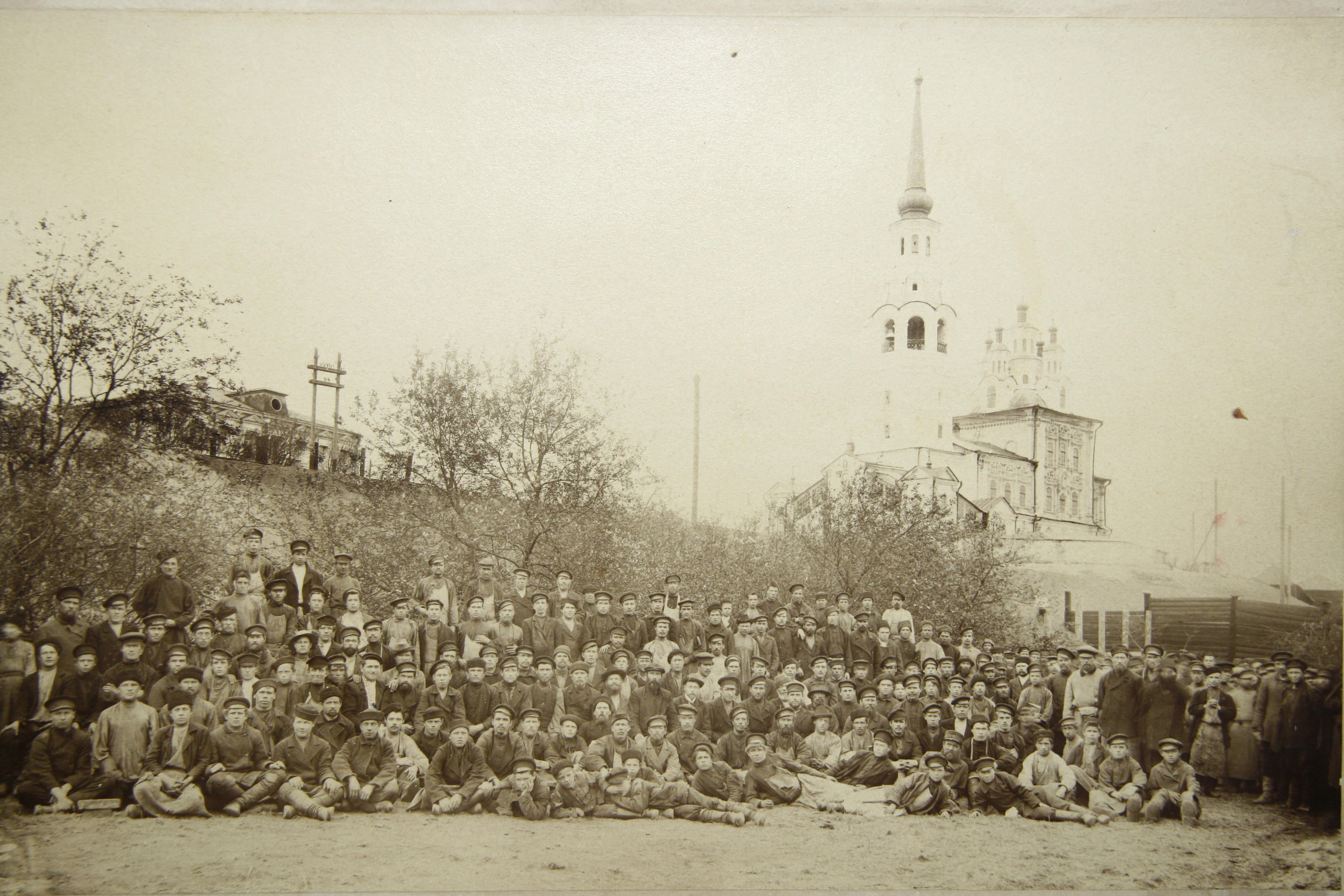
Заводские рабочие

С самого начала своей деятельности Богословский завод, находившийся в отдалённой и необжитой местности, испытывал сложности в обеспечении рабочей силой. Территория Северного Урала не была заселена, местами встречались жилища кочевых вогулов. Походяшин вынужденно тратил собственные значительные средства на прокладку дорог к заводу, рудникам и речным пристаням. Собственных крепостных Походяшин не имел, поэтому, нарушая законы, привлекал на заводские работы беглых и ссыльных людей. С 1767 года он привлёк на заводские работы приписных крестьян, а в 1776 году перевёз на Богословский завод крепостных, купленных первоначально для Пожевского завода. Приказчики Походяшина также заманивали крупными авансами и обманом вольнонаёмных людей из соседних уездов. Из-за крайне тяжёлых условий труда рабочие массово сбегали из завода. К 1791 году число переселенцев мужского пола в заводском посёлке достигло 1100 человек. Смертность населения в отдельные периоды достигала катастрофических уровней. Так, в 1818 году из 1000 присланных на завод рекрутов в течение года скончались 800 человек.
В 1850-х годах штат рабочих состоял из 751 крепостного, занятого на основных работах, и 688 крепостных и 12 вольнонаёмных — на рудниках. В 1858 году в заводском посёлке проживали 4059 человек обоего пола, 1859 году — в 632 домах проживали 3927 человек, в том числе 1928 мужчин. В 1860 году на заводе числилось 2319 мастеровых и рабочих, из которых фактически работали 856 человек. В этом же году на турьинских рудниках и золотых промыслах числилось 5930 человек, из которых фактически постоянно на работах находились 1693 человека.
После отмены крепостного права в 1861 году около 75 % рабочих завода и членов их семей (всего около 3 тыс. человек) ушло с завода и рудников. В 1861 году заводской штат сократился до 656 крепостных и 158 вольнонаёмных рабочих, в 1862 году — до 587 и 168 соответственно. К 1863 году на заводе трудились только 484 вольнонаёмных работника.
С ростом объёмов производства в конце XIX века численность рабочих соответственно возрастала. В 1886 году заводской штат состоял из 300 рабочих, в 1890 году — 350, в 1895 году — 517. В начале XX века численность рабочих снизилась из-за падения выплавки и составила 177 человек в 1900 году. В этот период заводской посёлок насчитывал 400 дворов и более 3000 жителей. В начале XX века число жителей посёлка достигло 4500.
После преодоления кризиса начала XX века численность рабочих росла пропорционально объёмам выплавки меди — со 158 человек в 1905 году до 763 человек в 1908 году. При этом численность рабочих на рудниках к 1914 году превысила 1,5 тыс. человек.

## Собственники и руководство

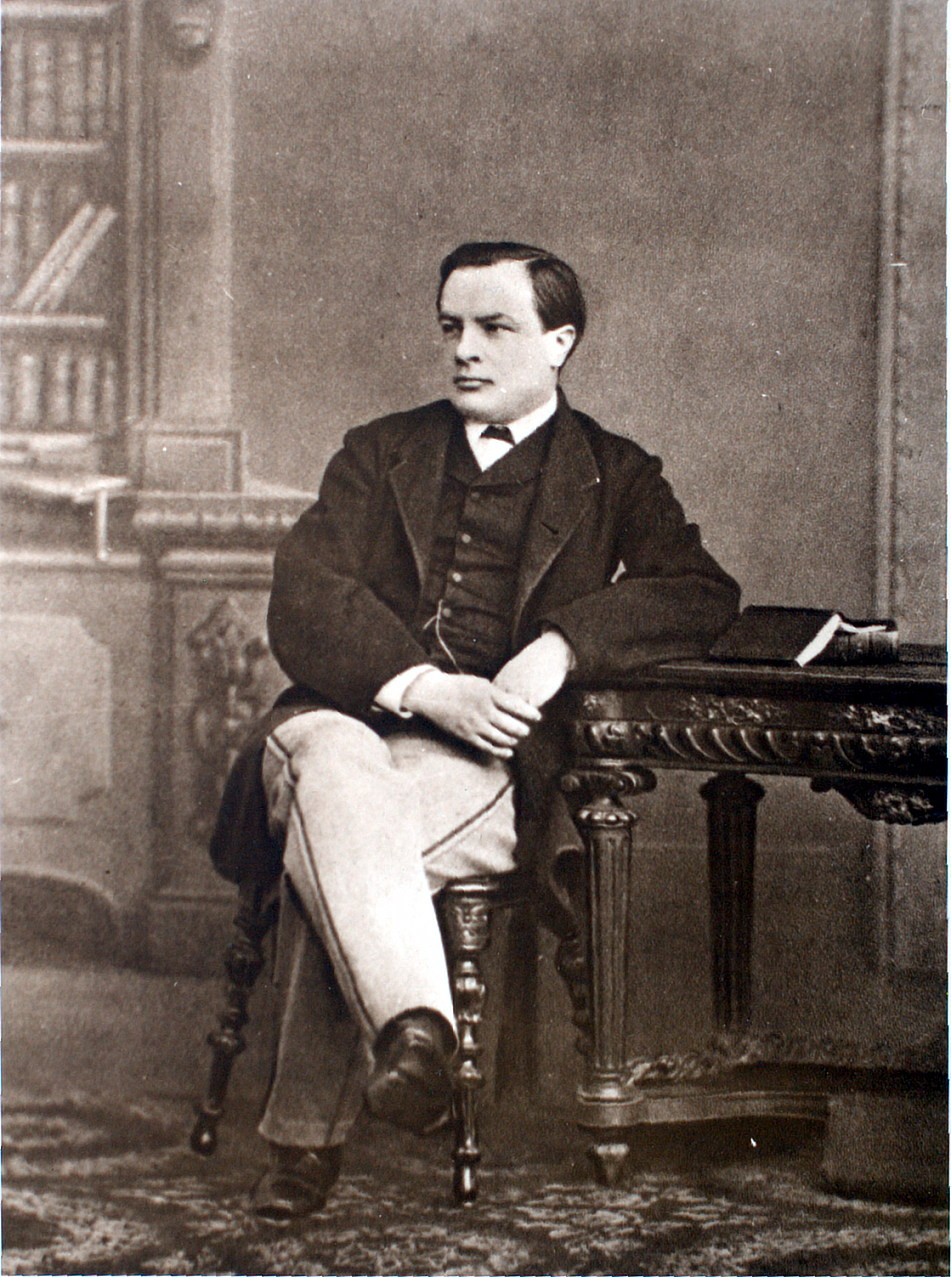
А. А. Половцов, владелец завода в 1884—1895 годах

Основатель завода Максим Михайлович Походяшин владел Богословским заводом до своей смерти в 1781 году. После этого завод по наследству перешёл во владение его сыновей Николая и Григория, которые в 1791 году продали завод Государственному ассигнационному банку. В 1797 году Богословские заводы были переданы в казённое управление.
В 1875 году остановленный Богословский завод в составе одноимённого горного округа и заводской дачи площадью 386,7 тыс. десятин за 2,05 млн рублей с рассрочкой платежа на 37 лет был продан статскому советнику Сергею Дмитриевичу Башмакову, рассчитывавшему заработать на добыче золота. После вхождения в собственность Башмаков обнаружил, что для восстановления производства требуются значительные инвестиции, о чём он писал министру государственных имуществ Петру Александровичу Валуеву с просьбой зачесть дополнительные расходы в счёт выданной рассрочки. 11 февраля 1877 года Александр II по представлению кабинета министров согласовал передачу Башмакову 200 тыс. рублей в счёт залога.
После смерти Башмакова, не оставившего совершеннолетних наследников, в 1877 году на заводе ввели опекунское управление. В 1884 году у наследников Башмакова завод за 5,5 млн рублей выкупил Александр Александрович Половцов. Важную роль в развитии завода в конце XIX века сыграл Александр Андреевич Ауэрбах, который с 1879 год служил консультантом при опекунском управлении над наследниками Башмакова, а впоследствии занимал должность управляющего Богословским горным округом (с 1881 по 1896 год).
В декабре 1895 года для управления капиталом и предприятиями заводовладельцы создали Богословское горнозаводское акционерное общество. В 1908 году Богословское горнозаводское общество вступило в синдикат «Медь», основной целью которого было поддержание высоких цен на медь. Это существенно не повлияло на финансовое положение общества, долги которого продолжали расти. В 1912 году в ходе финансовой реструктуризации заводы Богословского округа перешли под контроль Азовско-Донского банка.